# 21652 Vasishtha
21652 Vasishtha è un asteroide della fascia principale. Scoperto nel 1999, presenta un'orbita caratterizzata da un semiasse maggiore pari a 2,6111778 UA e da
un'eccentricità di 0,2506709, inclinata di 11,96880° rispetto all'eclittica.